# TCDD DH9500 sorozat
A TCDD DH9500 sorozat  egy török B'B' tengelyelrendezésű, dízel-hidraulikus erőátvitelű tolató dízelmozdony-sorozat. A TCDD üzemelteti. Összesen 26 db-ot gyártott belőle 1999-ben a Tülomsaş.